# Paysage d'hiver à Louveciennes
Paysage d'hiver à Louveciennes aussi appelé Paysage de neige à Louveciennes est un tableau réalisé par le peintre britannique Alfred Sisley en 1874. Cette huile sur toile est un paysage hivernal à Louveciennes, dans ce qui est, depuis le milieu du XXe siècle, devenu les Yvelines, en France. Elle représente une route enneigée empruntée par deux figures éloignées. L'œuvre est conservée au musée Angladon d'Avignon, dans le Vaucluse.

## Description
La toile figure une route enneigée où seules deux silhouettes apparaissent au loin. La gamme de couleurs utilisée par Sisley comprend de fines touches de blanc pour représenter la neige, des bruns pour les branchages et des tons de terre. Un voile bleuté cache l'horizon, donnant une impression de silence feutré et mélancolique.

## Provenance
- Collection Jacques Doucet (avant 1912)[1].
- Madame Jacques Doucet.
- Jean Dubrujeaud.
- Jean et Paulette Angladon-Dubrujeaud.

## Expositions
- 1917 : Zurich, Kunsthaus, Französische Kunst des XIXe und XXe, n° 638[1].
- 1922 : Paris Paul Rosenberg, Exposition d'œuvres des grands maîtres du XIXe siècle, n° 91[1].
- 1926 : Amsterdam, Rijkmuseum, Exposition rétrospective d'art français, n° 107[1].
- 1932 : Londres, Royal Academy of Arts, Exhibition of French Art, n° 468[1].
- 2017 : Sisley, l'impressionniste, à l'Hôtel de Caumont à Aix-en-Provence[2].

## Série
La toile appartient à une série de paysages hivernaux où Sisley a représenté l'entrée sud de Louveciennes, montrant progressivement l'aqueduc de Marly, avant de se tourner vers l'ouest et de représenter des maisons de Voisins dans Gelée blanche - Été de la Saint-Martin.
À Paris, le musée d'Orsay conserve un autre paysage d'hiver de Sisley La Neige à Louveciennes.

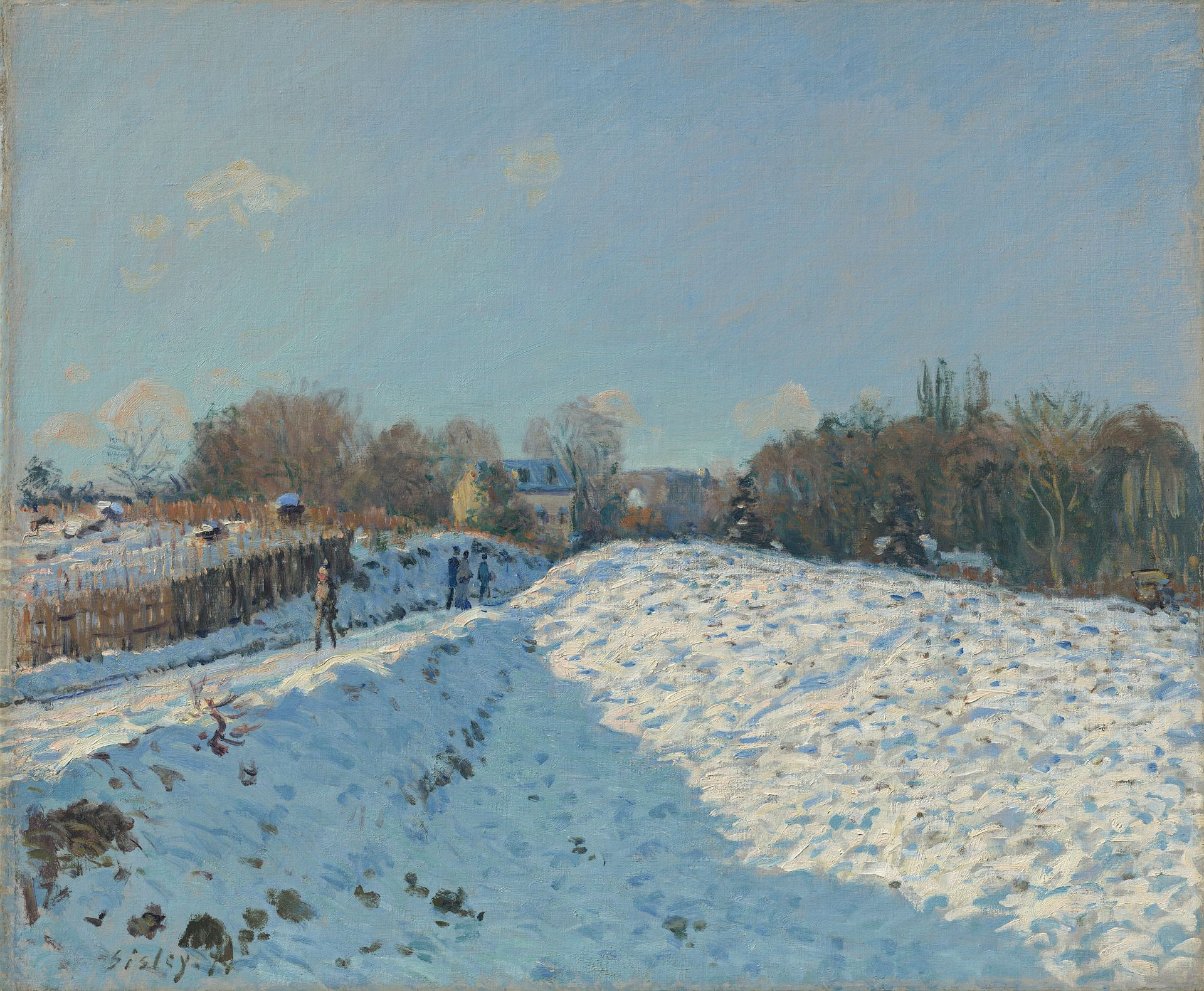
Effet de neige à Louveciennes, 1874, collection Hasso Plattner, musée Barberini
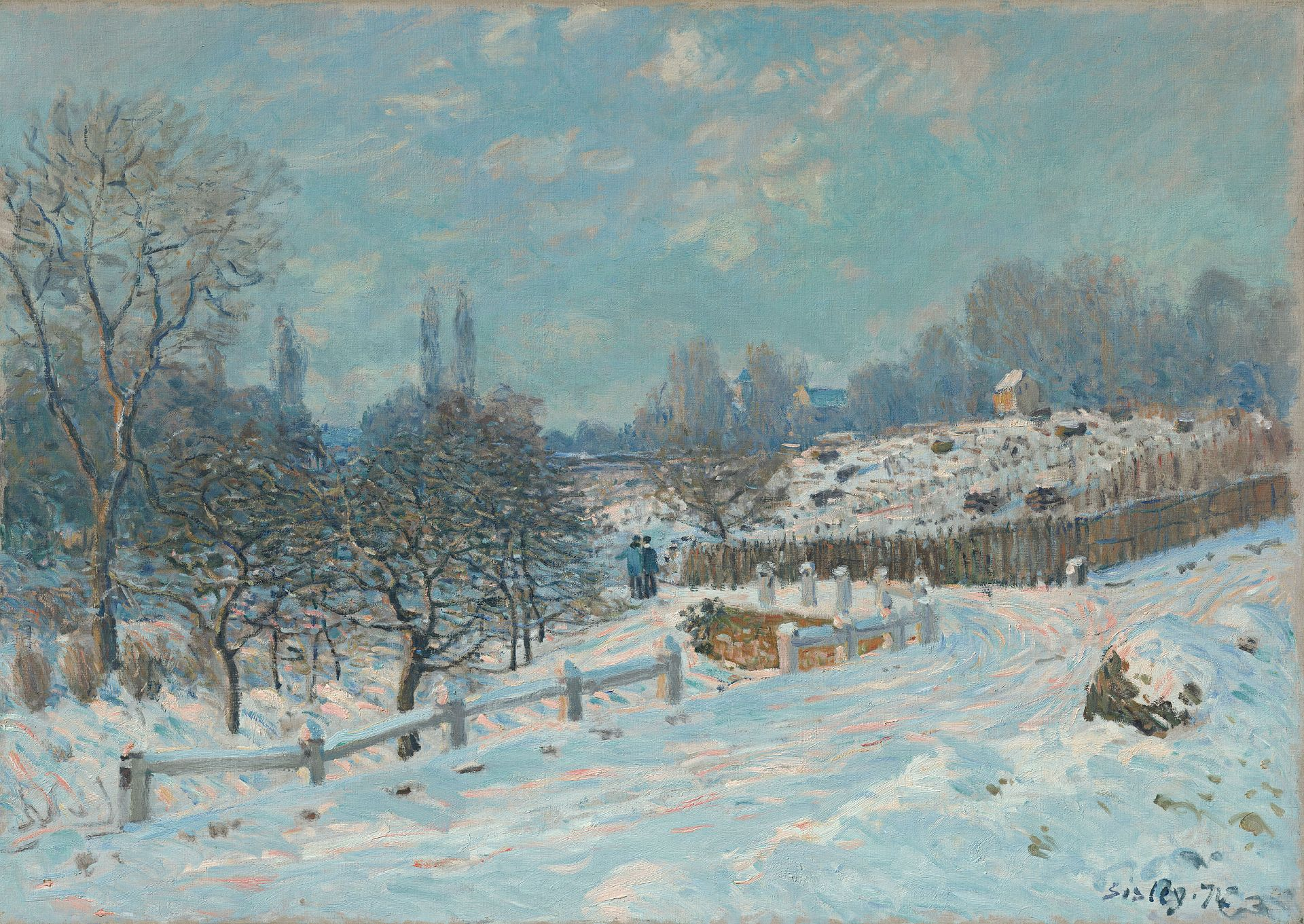
Route de Louveciennes : effet de neige, 1874, collection Hasso Plattner, musée Barberini
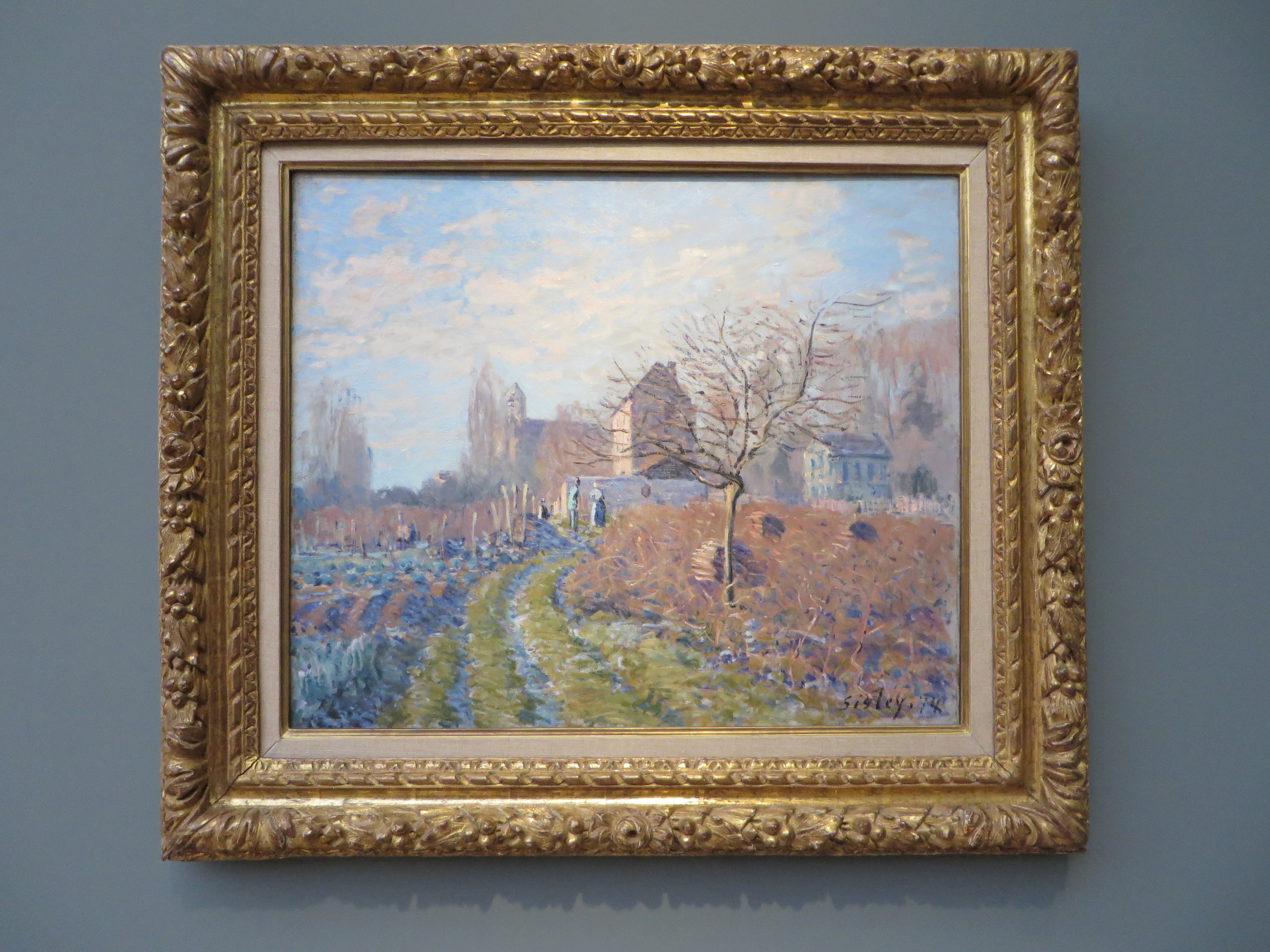
Gelée blanche - Été de la Saint-Martin, 1874, collection particulière.
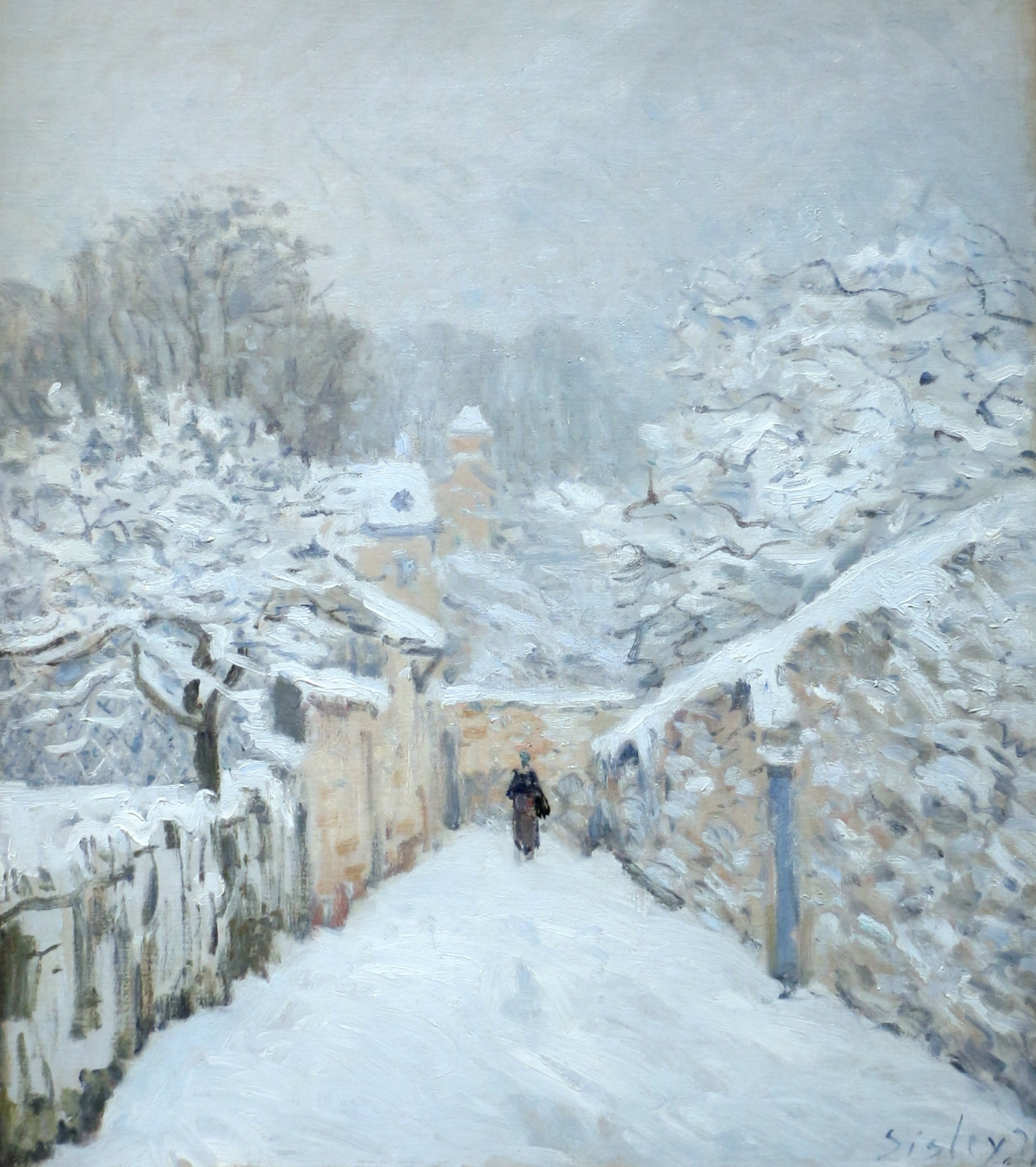
La Neige à Louveciennes, 1875, musée d'Orsay, Paris.